# フランティシェク・シュクロウプ
フランティシェク・シュクロウプ（František Škroup, 1801年6月3日 オシツェ近郊フラデク・クラーロヴェー - 1862年2月7日 ロッテルダム）はチェコ・ロマン派音楽の作曲家。父ドミニク・シュクロウプや弟ヤン・ネポムク・シュクロウプも作曲家であった。
生前は舞台音楽の作曲家として活躍したが、こんにちチェコ国歌 《わが故郷よいずこ Kde domov můj 》の旋律の作者として名を残している。永らく忘れられていたが、近年は弦楽四重奏曲などが演奏されるようになってきている。

## 作品
- 弦楽四重奏曲 第1番 ヘ長調 Op.24（1841年ごろ）[2]
- 弦楽四重奏曲 第2番 ハ短調 Op.25（1842年ごろ）[3]
- 弦楽四重奏曲 第3番 ト長調 Op.29（1842年出版）[4]